# Mazzarino
Mazzarino er en italiensk by (og kommune) i regionen Sicilien i Italien, med omkring 10.932(2023) indbyggere.  